# Sunnemo
Sunnemo is een plaats in de gemeente Hagfors in het landschap Värmland en de provincie Värmlands län in Zweden. De plaats heeft 238 inwoners (2005) en een oppervlakte van 60 hectare.

## Geschiedenis
De eerste industriële activiteit in het gebied kwam van de toenmalige (1640) burgemeester van Karlstad, Johan Börjesson, die in de regio een gieterij liet bouwen. Niet veel later, in 1952, kwam daar ook een molen bij en werd de Sunnemo kyrka gebouwd. De gieterij begon bovendien met het produceren van potten, pannen, mortieren, tandwielen en ijzeren kachels. Deze bezigheden gaven een grote impuls aan de regio. In 1860 werd de gieterij opgeheven, deze kon niet meer op tegen de grote ijzerwerken in de buurt aangezien Sunnemo niet is aangesloten op het spoorwegennetwerk. In 1865 werd Nore Bryggeri (brouwerij) opgericht in Sunnemo.

## Voorzieningen
In het dorp is onder andere een kleine COOP supermarkt en pompstation te vinden. Daarnaast heeft het dorp een basisschool,  Sunnemo skola, met naschoolse opvang. Het dorp ligt aan een smalle verbindingsstrook tussen het Lidsjön en Grasssjön, over deze strook ligt een brug die het dorp verbindt met länsväg 240 richting Karlstad en de secundaire länsväg 817 naar Munkfors. Door het dorp zelf loopt de secundaire länsväg 826, richting het noorden voert deze weg naar Hagfors en richting het zuiden naar Filipstad.

## Verkeer en vervoer

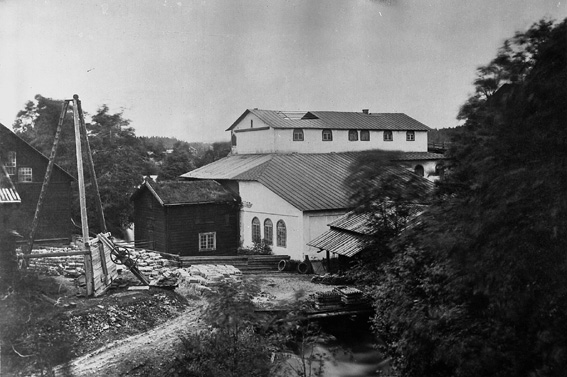
Sunnemo in de jaren 60 van de 19e eeuw.

Bij de plaats loopt de Länsväg 240.